# Marsenina globosa
Marsenina globosa är en snäckart som beskrevs av Lily May Perry 1939. Marsenina globosa ingår i släktet Marsenina och familjen Lamellariidae. Inga underarter finns listade i Catalogue of Life.